# Amblyseius
Amblyseius är ett släkte av spindeldjur. Amblyseius ingår i familjen Phytoseiidae.

## Bildgalleri

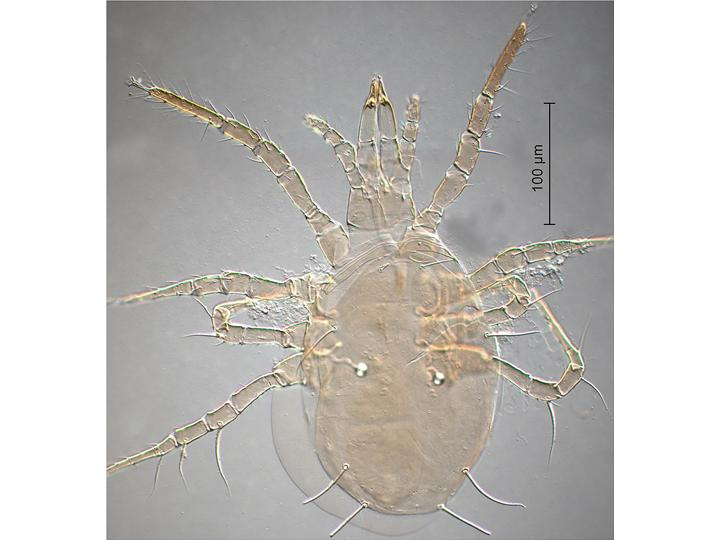
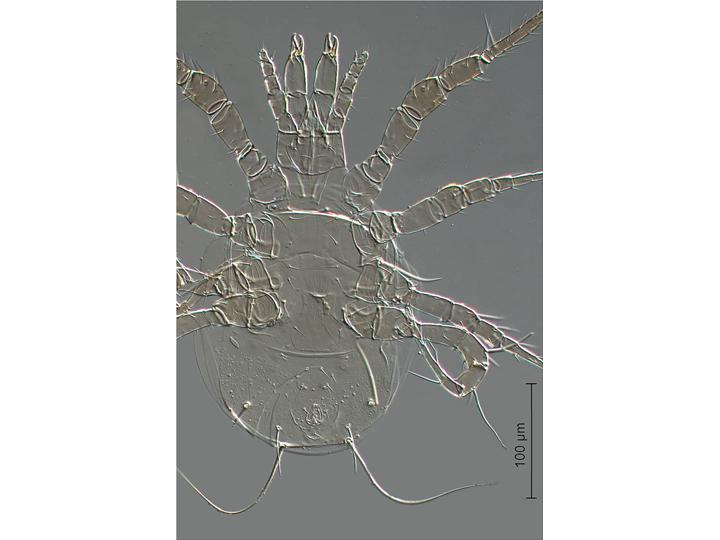

## Dottertaxa tillAmblyseius, i alfabetisk ordning[1]
- Amblyseius abbasovae
- Amblyseius acalyphus
- Amblyseius adhatodae
- Amblyseius adjaricus
- Amblyseius aequipilus
- Amblyseius aerialis
- Amblyseius akahirai
- Amblyseius akilinik
- Amblyseius alpigenus
- Amblyseius alpinia
- Amblyseius altiplanumi
- Amblyseius americanus
- Amblyseius amorphalae
- Amblyseius ampullosus
- Amblyseius anacardii
- Amblyseius andersoni
- Amblyseius angulatus
- Amblyseius animos
- Amblyseius ankaratrae
- Amblyseius anomalus
- Amblyseius anthurii
- Amblyseius apocynae
- Amblyseius araraticus
- Amblyseius arbuti
- Amblyseius arcticus
- Amblyseius arcus
- Amblyseius aricae
- Amblyseius armeniacus
- Amblyseius artemis
- Amblyseius asperocervix
- Amblyseius azerbaijanicus
- Amblyseius bahiensis
- Amblyseius baichengensis
- Amblyseius bayonicus
- Amblyseius bellatulus
- Amblyseius bhadrakshae
- Amblyseius bidens
- Amblyseius bidibidi
- Amblyseius blosis
- Amblyseius boina
- Amblyseius brachyscutatus
- Amblyseius brevicervix
- Amblyseius bryophilus
- Amblyseius bulga
- Amblyseius calidum
- Amblyseius cameroonensis
- Amblyseius carnis
- Amblyseius caudatus
- Amblyseius caviphilus
- Amblyseius celsus
- Amblyseius cessator
- Amblyseius changbaiensis
- Amblyseius chanioticus
- Amblyseius channabasavannai
- Amblyseius chanti
- Amblyseius chiapensis
- Amblyseius chilcotti
- Amblyseius chungas
- Amblyseius cinctus
- Amblyseius circumflexis
- Amblyseius coffeae
- Amblyseius colimensis
- Amblyseius collaris
- Amblyseius collinellus
- Amblyseius comatus
- Amblyseius compositus
- Amblyseius corderoi
- Amblyseius crassicaudalis
- Amblyseius crotalariae
- Amblyseius crowleyi
- Amblyseius cucurbitae
- Amblyseius cupulus
- Amblyseius curiosus
- Amblyseius curticalyx
- Amblyseius curticervicalis
- Amblyseius curtus
- Amblyseius daliensis
- Amblyseius daviesi
- Amblyseius decolor
- Amblyseius deductus
- Amblyseius deleonellus
- Amblyseius denticulosus
- Amblyseius divisus
- Amblyseius dombeyus
- Amblyseius dorsatus
- Amblyseius duncansoni
- Amblyseius duplicesetus
- Amblyseius eharai
- Amblyseius enab
- Amblyseius erlangensis
- Amblyseius euanalis
- Amblyseius eudentatus
- Amblyseius eujeniae
- Amblyseius euserratus
- Amblyseius euterpes
- Amblyseius euvertex
- Amblyseius excelsus
- Amblyseius ezoensis
- Amblyseius faerroni
- Amblyseius fernandezi
- Amblyseius ficus
- Amblyseius fieldsi
- Amblyseius fijiensis
- Amblyseius filicinae
- Amblyseius filixis
- Amblyseius firmus
- Amblyseius fletcheri
- Amblyseius foenalis
- Amblyseius forfex
- Amblyseius franzellus
- Amblyseius fraterculus
- Amblyseius frutexis
- Amblyseius fusculus
- Amblyseius genualis
- Amblyseius genya
- Amblyseius geonomae
- Amblyseius gliricidii
- Amblyseius glomeris
- Amblyseius gracilis
- Amblyseius gramineous
- Amblyseius grandisimilis
- Amblyseius gratus
- Amblyseius gruberi
- Amblyseius guajavae
- Amblyseius guatemalensis
- Amblyseius guianensis
- Amblyseius guntheri
- Amblyseius hainanensis
- Amblyseius haleakalus
- Amblyseius hapoliensis
- Amblyseius hederae
- Amblyseius herbicoloides
- Amblyseius herbicolus
- Amblyseius heterochaetus
- Amblyseius hexadens
- Amblyseius hidakai
- Amblyseius huapingensis
- Amblyseius humilis
- Amblyseius hurlbutti
- Amblyseius iberculus
- Amblyseius igarassuensis
- Amblyseius ihalmiut
- Amblyseius impeltatus
- Amblyseius impressus
- Amblyseius incognitus
- Amblyseius incvictus
- Amblyseius indirae
- Amblyseius indocalami
- Amblyseius intermedius
- Amblyseius ipomoeae
- Amblyseius irinae
- Amblyseius ishizuchiensis
- Amblyseius isthmus
- Amblyseius isuki
- Amblyseius italicus
- Amblyseius jamesi
- Amblyseius januaricus
- Amblyseius jarooa
- Amblyseius juliae
- Amblyseius kadzhajai
- Amblyseius kaguya
- Amblyseius kalandadzei
- Amblyseius keni
- Amblyseius kochi
- Amblyseius kokufuensis
- Amblyseius koreaensis
- Amblyseius koumacensis
- Amblyseius krantzi
- Amblyseius kulini
- Amblyseius largoensis
- Amblyseius laselvius
- Amblyseius lassus
- Amblyseius latoculatus
- Amblyseius leai
- Amblyseius lemani
- Amblyseius lencus
- Amblyseius lentiginosus
- Amblyseius leonardi
- Amblyseius lianshanus
- Amblyseius longicollis
- Amblyseius longimedius
- Amblyseius longipilus
- Amblyseius longisaccatus
- Amblyseius lumangweensis
- Amblyseius lunatus
- Amblyseius lutezhicus
- Amblyseius lynnae
- Amblyseius madorellus
- Amblyseius magnoliae
- Amblyseius manipurensis
- Amblyseius martus
- Amblyseius matinikus
- Amblyseius mazatlanus
- Amblyseius mcmurtryi
- Amblyseius megaporos
- Amblyseius meghriensis
- Amblyseius melicardus
- Amblyseius meridionalis
- Amblyseius microorientalis
- Amblyseius modestus
- Amblyseius monacus
- Amblyseius multidentatus
- Amblyseius muraleedharani
- Amblyseius myrtilli
- Amblyseius nahatius
- Amblyseius nambourensis
- Amblyseius napaeus
- Amblyseius nayaritensis
- Amblyseius nectae
- Amblyseius nemorivagus
- Amblyseius neoankaratrae
- Amblyseius neoarcus
- Amblyseius neobernhardi
- Amblyseius neochiapensis
- Amblyseius neocinctus
- Amblyseius neocrotalariae
- Amblyseius neofijiensis
- Amblyseius neofirmus
- Amblyseius neolargoensis.
- Amblyseius neolentiginosus
- Amblyseius neopascalis
- Amblyseius neoperditus
- Amblyseius neorykei
- Amblyseius nicola
- Amblyseius nugator
- Amblyseius oatmani
- Amblyseius obtuserellus
- Amblyseius obtusus
- Amblyseius omaloensis
- Amblyseius operculatus
- Amblyseius orientalis
- Amblyseius ovalitectus
- Amblyseius pamperisi
- Amblyseius paraaerialis
- Amblyseius parakaguya
- Amblyseius parasundi
- Amblyseius pascalis
- Amblyseius passiflorae
- Amblyseius paucisetis
- Amblyseius paucisetosus
- Amblyseius paulofariensis
- Amblyseius penurisetus
- Amblyseius perceleris
- Amblyseius perditus
- Amblyseius perlongisetus
- Amblyseius perplexus
- Amblyseius phillipsi
- Amblyseius pinicolus
- Amblyseius poculi
- Amblyseius popularis
- Amblyseius pravus
- Amblyseius pretoriaensis
- Amblyseius pritchardellus
- Amblyseius proresinae
- Amblyseius pseudaequipilus
- Amblyseius pseudorientalis
- Amblyseius punctatus
- Amblyseius pusillus
- Amblyseius pustulosus
- Amblyseius qinghaiensis
- Amblyseius quadridens
- Amblyseius rademacheri
- Amblyseius rangatensis
- Amblyseius raoiellus
- Amblyseius ribes
- Amblyseius riodecei
- Amblyseius rosica
- Amblyseius rubiae
- Amblyseius rykei
- Amblyseius saacharus
- Amblyseius salinellus
- Amblyseius saurus
- Amblyseius schusteri
- Amblyseius sculpticollis
- Amblyseius segregans
- Amblyseius sellnicki
- Amblyseius serratus
- Amblyseius shiganus
- Amblyseius shoreae
- Amblyseius siddiqui
- Amblyseius sijiensis
- Amblyseius silvaticus
- Amblyseius similicaudalis
- Amblyseius similifloridanus
- Amblyseius similoides
- Amblyseius sinuatus
- Amblyseius solani
- Amblyseius solens
- Amblyseius solus
- Amblyseius sorakensis
- Amblyseius sparsus
- Amblyseius spiculatus
- Amblyseius stramenti
- Amblyseius strobocorycus
- Amblyseius subhainanensis
- Amblyseius subpassiflorae
- Amblyseius subtilidentis
- Amblyseius sumatrensis
- Amblyseius sundi
- Amblyseius supercaudatus
- Amblyseius swirskii
- Amblyseius sylvestris
- Amblyseius talpa
- Amblyseius tamatavensis
- Amblyseius tennesseensis
- Amblyseius tenuis
- Amblyseius terminatus
- Amblyseius terreus
- Amblyseius theae
- Amblyseius tianmuensis
- Amblyseius triangulus
- Amblyseius trisetosus
- Amblyseius tsugawai
- Amblyseius tubae
- Amblyseius tubocalicis
- Amblyseius tuscus
- Amblyseius tyrrelli
- Amblyseius unicus
- Amblyseius utricularius
- Amblyseius utriculus
- Amblyseius vagatus
- Amblyseius valpoensis
- Amblyseius waltersi
- Amblyseius wangi
- Amblyseius wanka
- Amblyseius varius
- Amblyseius vasiformis
- Amblyseius verginensis
- Amblyseius versutus
- Amblyseius victoireae
- Amblyseius williamsi
- Amblyseius vineaticus
- Amblyseius vitreus
- Amblyseius wuyiensis
- Amblyseius yadongensis
- Amblyseius yunnanensis
- Amblyseius zaheri